# أقوى من الأيام (فلم)
أقوى من الأيام هو فيلم مصري من إخراج نادر جلال وبطولة نجلاء فتحي، محمود عبد العزيز، عادل أدهم وعبد الوارث عسر، صدر الفيلم في 26 فبراير 1979.

## نبذه
تتبادل هنية الحب مع إسماعيل، وترفض مرسي الذي يريد الزواج منها. يغتصب مرسي هنية فتضطر إلى الموافقة على الزواج منه، وتعيش معه حياة تعيسة. يموت والد هنية فتطلب الطلاق من مرسي، ولكنه يرفض. يعرف إسماعيل الحقيقة، فيشتبك مع مرسي ويقتله. يحكم على إسماعيل بالسجن، وعندما تنتهي فترة العقوبة يخرج من السجن.

## طاقم العمل
- نجلاء فتحي بدور هنيه
- محمود عبد العزيز بدور إسماعيل
- عادل أدهم بدور مرسي
- عبد الوارث عسر بدور بيومي
- عبد الرحيم الزرقاني بدور الشيخ بركات
- أحمد ماهر

## وصلات خارجية
- مقالات تستعمل روابط فنية بلا صلة مع ويكي بيانات